# Depozitul de Papetărie
Depozitul de Papetărie este o companie de distribuție de produse de birotică și papetărie din România.
Cifra de afaceri în 2008: 7,2 milioane euro